# Küstenkanal
Küstenkanal, er en omkring 70 km lang kanal, som forbinder Dortmund-Ems-Kanal med floden Hunte og videre til Weser. Den bruges i dag hovedsageligt til transport af kul fra Ruhrgebiet til Bremen.

## Anlæg
Den blev bygget fra 1922 til 1935 ved at udvide en allerede eksisiterende afvandingskanal, fra moserne ved Oldenburg. Den forbinder Ems og Dortmund-Ems-Kanalen ved Dörpen via Hunte ved Oldenburg til Weser ved Elsfleth.
Den østlige del af Küstenkanal var en udvidelse af Hunte-Ems-Kanal fra 1893. Denne ekisterer stadig i den vestlige del som Elisabethfehnkanal.
Kanalen blev taget i brug 28. September 1935. Der var sluser i Dörpen og Oldenburg.
Kanalen kunne besejles af skibe på 600-750 tons med en længde på op til 67 m, en bredde på 8,20 m og en dybgang på 1,75-2,00 m.
Den er efter krigen udbygget til 1000-tons skibe. 

## Data
- Længde: 69,63 km
- Dybde: 3,50 m
- Højde under broer: 4.50 m
- Sluser: Længde 105 m, bredde 12 m